# 盛松寺
盛松寺（せいしょうじ）は、大阪府河内長野市にある仏教寺院で、高野山真言宗の準別格本山。山号は仏日山、本尊は弘法大師。
弘法大師が「冬至に柚子味噌をつくって、食すると疫病ならない」と伝えたという伝承がある。それにちなみ毎年12月21日（終い弘法）に柚子味噌が参拝者に配られる。
また、本寺のある場所は、弘法大師が修行のために槇尾山に向かう途中、昼食を摂った場所である。
境内には墓地、納骨塔、ペット納骨塔がある。

## その他
- 1950年に当時住職であった高橋道雄師が千代田学園を創立させている。